# Белвју (Мичиген)
Белвју (енгл. Bellevue) град је у америчкој савезној држави Мичиген.

## Демографија
По попису из 2010. године број становника је 1.282, што је 83 (-6,1%) становника мање него 2000. године.
| Група             | 2000.         | 2010.         |
| Белци             | 1.332 (97,6%) | 1.222 (95,3%) |
| Афроамериканци    | 7 (0,5%)      | 8 (0,6%)      |
| Азијати           | 1 (0,1%)      | 2 (0,2%)      |
| Хиспаноамериканци | 21 (1,5%)     | 22 (1,7%)     |
| Укупно            | 1.365         | 1.282         |